# Janne Happonen
Janne Mikael Happonen (* 18. Juni 1984 in Kuopio) ist ein ehemaliger finnischer Skispringer.

## Werdegang
Happonen begann 1992 mit dem Skispringen. Er debütierte am 17. November 2001 in Kuusamo im Skisprung-Continental-Cup und eine Woche später, am 23. November desselben Jahres, im Weltcup beim Springen auf seiner Heimschanze in Kuopio, wo er mit einem elften Platz sofort Weltcuppunkte erlangen konnte. Zuvor hatte er bereits am 1. Februar 2001 mit dem finnischen Team die Junioren-Weltmeisterschaften im polnischen Karpacz-Szklarska gewonnen.
Diesen Erfolg konnte er bei der Juniorenweltmeisterschaft in Schonach im Jahr 2002 wiederholen, außerdem sicherte er sich auch im Einzel die Goldmedaille. 2003 und 2004 wurde er jeweils finnischer Meister.
Seinen ersten Continental Cup gewann Happonen am 12. Januar 2002 in Sapporo. Seinen ersten Podestplatz bei einem Einsatz in der A-Mannschaft holte er beim Sommer-Grand-Prix-Springen im schweizerischen Einsiedeln, als er den zweiten Platz belegte.
Im Winter 2005/06 errang der Finne gleich mehrere Medaillen bei internationalen Wettkämpfen. So gewann er am 15. Januar 2006 bei der Skiflug-Weltmeisterschaft in Bad Mitterndorf die Silbermedaille im Teamwettkampf, während er im Einzel Neunter wurde. Auch bei den Olympischen Winterspielen in Turin, bei denen er im Einzelwettbewerb von der Normalschanze 26. wurde, holte er von der Großschanze Silber mit der finnischen Mannschaft. Zudem gehörte er beim Weltcup in Willingen im Mannschaftswettkampf zum siegreichen finnischen Team.
Zudem erreichte Happonen am 5. März 2006 in Lahti seinen ersten Einzelsieg in Weltcup, dem er beim Skifliegen in Planica am 19. März einen weiteren folgen ließ. Seine erste komplette Weltcupsaison beendete er auf einem 14. Gesamtrang.
In der Folgesaison wurde der Finne nur bei elf Weltcup-Wettbewerben eingesetzt. Bei den Weltmeisterschaften 2007 im japanischen Sapporo wurde er lediglich im Einzelspringen von der Großschanze eingesetzt und belegte dort Platz 37. Erst in der Saison 2007/08 sprang er wieder eine vollständige Saison, in der er am 3. März 2008 auf seiner Heimschanze in Kuopio seinen dritten Weltcup-Einzelsieg erlangte. Wenige Tage zuvor hatte er bei der Skiflug-Weltmeisterschaft 2008 auf der Heini-Klopfer-Skiflugschanze in Oberstdorf die Silbermedaille vom Kulm 2006 verteidigt und sich im Einzel den fünften Rang Ersprungen. Beim Skiflug-Teamwettkampf in Planica stellte er am 15. März 2008 im zweiten Durchgang seine persönliche Bestweite von 227,5 Metern auf.
Ende Juni 2008 zog er sich beim Training im deutschen Klingenthal einen Oberschenkelbruch zu. Nachdem er im Februar 2009 wieder mit dem Sprungtraining begann, hofften die Trainer, ihn beim Nordic Tournament 2009 wieder einsetzen zu können. Happonen, der zu diesem Zeitpunkt jedoch erst knapp über zwanzig Schneesprünge absolviert hatte, fühlte sich noch nicht dazu bereit und kündigte sein Comeback für die Sommerwettkämpfe 2009 an.
Am 19. Juli 2009 feierte der Finne bei einem Wettkampf der nationalen Finlandia Veikkaus Tour auf der Normalschanze in Lahti mit einem Sieg sein Comeback. Aufgrund seiner insgesamt guten Leistungen bei dieser Wettkampfserie wurde er auch für das vierköpfige finnische Sommer-Grand-Prix-Team nominiert.
Bei den Olympischen Winterspielen 2010 in Vancouver erreichte er im Springen von der Normalschanze punktgleich mit dem Österreicher Andreas Kofler den 19. Platz. Nachdem er im Einzelspringen von der Großschanze disqualifiziert worden war, wurde er mit der finnischen Mannschaft von der Großschanze Vierter und verpasste damit nur knapp erneutes olympisches Edelmetall. Bei der folgenden Skiflug-Weltmeisterschaft 2010 im slowenischen Planice konnte er mit der finnischen Mannschaft hingegen als Dritter im Mannschaftswettbewerb erneut eine Medaille gewinnen. Im Einzel belegte er den 15. Platz belegen.
Seit dem 13. Februar 2011 hält Happonen den finnischen Landesrekord mit 240 Metern, aufgestellt beim Skifliegen am Vikersundbakken in Norwegen. Bei der Skiflug-Weltmeisterschaft 2012 im norwegischen Vikersund wurde er Achter mit der finnischen Mannschaft und wie zwei Jahre zuvor 15. im Einzel.
Im Qualifikationsdurchgang beim Auftakt-Wochenende der Saison 2012/13 in Lillehammer zog sich Happonen bereits den dritten Kreuzbandriss seiner Karriere zu. Der Finne musste daraufhin den Rest der Saison pausieren. Anfang Juli 2013 absolvierte er die ersten Trainingssprünge nach seiner Verletzung. Nur wenige Wochen später holte er bei den finnischen Sommermeisterschaften, am 8. September 2013, die Goldmedaille im Einzelwettkampf. Auch den ersten nationalen Wettkampf vor Saisonstart im finnischen Rovaniemi gewann Happonen. Im Sommer 2016 beendete Happonen offiziell seine aktive Skisprung-Karriere.

## Erfolge

### Weltcupsiege im Einzel
| Nr. | Datum         | Ort     | Typ         |
| --- | ------------- | ------- | ----------- |
| 1.  | 5. März 2006  | Lahti   | Großschanze |
| 2.  | 19. März 2006 | Planica | Flugschanze |
| 3.  | 3. März 2008  | Kuopio  | Großschanze |

### Weltcupsiege im Team
| Nr. | Datum           | Ort       | Typ         |
| --- | --------------- | --------- | ----------- |
| 1.  | 5. Februar 2006 | Willingen | Großschanze |

### Grand-Prix-Siege im Einzel
| Nr. | Datum              | Ort    | Typ         |
| --- | ------------------ | ------ | ----------- |
| 1.  | 9. September 2006  | Hakuba | Großschanze |
| 2.  | 10. September 2006 | Hakuba | Großschanze |

### Continental-Cup-Siege im Einzel
| Nr. | Datum            | Ort           | Typ           |
| --- | ---------------- | ------------- | ------------- |
| 1.  | 12. Januar 2002  | Sapporo       | Großschanze   |
| 2.  | 13. Januar 2002  | Sapporo       | Großschanze   |
| 3.  | 21. Februar 2003 | Brotterode    | Normalschanze |
| 4.  | 22. Februar 2003 | Brotterode    | Normalschanze |
| 5.  | 25. Januar 2004  | Braunlage     | Normalschanze |
| 6.  | 28. Februar 2004 | Kuopio        | Großschanze   |
| 7.  | 29. Februar 2004 | Kuopio        | Großschanze   |
| 8.  | 22. Januar 2005  | Bischofshofen | Großschanze   |
| 9.  | 6. März 2005     | Vikersund     | Normalschanze |

## Statistik

### Weltcup-Platzierungen
| Saison  | Platz | Punkte |
| ------- | ----- | ------ |
| 2001/02 | 46.   | 056    |
| 2002/03 | 40.   | 084    |
| 2003/04 | 50.   | 039    |
| 2004/05 | 56.   | 023    |
| 2005/06 | 14.   | 484    |
| 2006/07 | 41.   | 068    |
| 2007/08 | 08.   | 755    |
| 2009/10 | 49.   | 054    |
| 2010/11 | 32.   | 125    |
| 2011/12 | 31.   | 152    |
| 2012/13 | 66.   | 009    |
| 2013/14 | 76.   | 011    |

### Grand-Prix-Platzierungen
| Saison | Platz | Punkte |
| ------ | ----- | ------ |
| 2002   | 24.   | 049    |
| 2003   | 24.   | 036    |
| 2004   | 45.   | 012    |
| 2005   | 05.   | 270    |
| 2006   | 07.   | 252    |
| 2007   | 17.   | 129    |
| 2009   | 27.   | 067    |
| 2011   | 70.   | 011    |
| 2012   | 67.   | 011    |